# Mit stählerner Faust
Mit stählerner Faust (Originaltitel: Death Warrant) ist ein US-amerikanischer Actionfilm aus dem Jahre 1990 unter der Regie von Deran Sarafian mit dem belgischen Schauspieler Jean-Claude Van Damme in der Rolle des Undercover-Polizisten Louis Burke.

## Handlung
Detektiv Louis Burke hat gerade den schwersten Jungen seiner Karriere hinter Gitter gebracht: Christian Naylor, den als Sandman gefürchteten Serienmörder. Statt des wohlverdienten Urlaubs wartet ein neuer Auftrag auf den Cop: Er soll im Harrison-Gefängnis einer Serie von mysteriösen Häftlingsmorden auf den Grund gehen. Getarnt als Schwerverbrecher wird Burke eingeschleust. Die Rechtsanwältin Amanda Beckett begleitet ihn auf dieser Höllenfahrt. Sie spielt seine Frau und ist Burkes einziger Kontakt zur Außenwelt. 
Im Gefängnis bekommt Burke Hilfe von zwei schwarzen Mithäftlingen, Hawkins und dem Priester. Burke entdeckt das grausige Geheimnis des Harrison: Er ist einem Ring von Organ-Händlern auf die Spur gekommen, in den Ärzte, Häftlinge und Aufseher verwickelt sind. Burke wird entdeckt, aber noch ahnt niemand, dass er ein Cop ist. Amanda findet heraus, dass der Gefängnisdirektor die Idee für den Organhandel hatte, weil seine Frau dringend ein neues Herz brauchte. Er war es auch, der Sandman nach Harrison verlegen ließ, damit dieser Burke aufhalten solle. Als Amanda Burke warnen will, ist es fast schon zu spät. Wenige Stunden trennen ihn von der Freiheit, als Sandman ins Harrison verlegt wird. Für Burke beginnt ein gnadenloser Albtraum, denn jeder weiß nun, dass das Harrison einen Cop in seinen Reihen hat. 
Auf der Flucht vor den Gefangenen wird Hawkins angeschossen und der Priester von Sandman getötet. In einem darauffolgenden brutalen Kampf gelingt es Burke, dem Sandman das Genick zu brechen und ihn so zu töten, weswegen die anderen Insassen, die wegen des Ereignisses eingeschüchtert sind, ihn gehen lassen. Während die Polizei das Gefängnis stürmt, verlässt Burke das Gefängnis und verabschiedet sich von Hawkins, der schwer verletzt in einen Krankenwagen getragen wird. Gegen Ende des Films liegen sich Burke und Amanda in den Armen.

## Trivia
- Es war das dritte gemeinsame Projekt von Jean-Claude Van Damme und Produzent Mark DiSalle.
- Der Film spielte in den USA 16.853.487 US-Dollar[2] und weltweit 46.665.776 US-Dollar an den Kinokassen ein. In Deutschland sahen ihn 593.264 Kinobesucher.[3]

## Kritik
„Die geistlos zusammengeschusterte und unambitioniert verfilmte Story dient als bloße Kulisse für die zynisch-brutalen Kampfszenen des Hauptdarstellers.“

„Ruck, zuck, Fresse dick – wer’s mag…“

„Knallhartes Actionprodukt, mit dem Superstar Jean-Claude Van Damme […] im “Lock Up”-Ambiente seine Ausnahmestellung auf dem Gebiet der todbringenden Handkantenschläge untermauert. In bester Exploitationmanier läßt B-Film-Spezialist Deran Sarafian […] kein Knastklischee aus, um Van Damme so oft wie möglich die Chance zu geben, Gesichtstreffer zu landen. Daß dabei die visuellen Stilmittel über die Maßen ausgereizt werden und die Logik der Handlung kaum der Rede wert ist, wird einem erneuten Mega-Erfolg Van Dammes, der abermals über eine halbe Million Zuschauer in die Kinos zog, auch auf Video keinen Abbruch tun.“